# Uşak Sportif
Uşak Sportif, door sponsoring  ook bekend als Muratbey Uşak Sportif, is een Turks basketbalteam afkomstig uit de gelijknamige stad Uşak. De club speelt zijn thuiswedstrijden in het Uşak Üniversitesi Spor Salonu dat 2.000 zitplaatsen telt en komt sedert 2015 uit in de hoogste divisie van Turkije.

## Geschiedenis

### Oprichting
Uşak Sportif is opgericht in 2006 en was gebaseerd op de gelijknamige voetbalclub Uşakspor die in 2010 werd opgeheven. Vanaf oprichting tot en met 2013 kwam de club uit in de tweede reeks van het land, totdat het dus in 2013 wist te promoveren naar de hoogste divisie. Meteen al in hun eerste eerste seizoen in het BSL (Basketbol Süper Lig) wist Uşak Sportif op een knappe 7de plaats te eindigen en zich te kwalificeren voor de play-offs. Hier werd de club uitgeschakeld in de kwartfinales maar wist zich zo toch voor de eerste keer te kwalificeren voor EuroChallenge wat de derde hoogste basketbalbeker is in Europa. Uşak wist hierbij meteen al de achtste finales te bereiken maar werd uiteindelijk in deze ronde uitgeschakeld.

### Statistieken
| Seizoen | Nationale competitie | Nationale competitie | Nationale competitie | Nationale competitie     | Beker competities | Europees Competities | Europees Competities | Europees Competities |
| Seizoen | Tier                 | Competitie           | Positie              | Play-offs                | Turkse beker      | Tier                 | Competitie           | Resultaat            |
| ------- | -------------------- | -------------------- | -------------------- | ------------------------ | ----------------- | -------------------- | -------------------- | -------------------- |
| 2012–13 | 2                    | TBL                  | 1                    | Gepromoveerd (Runner–up) | –                 | –                    | –                    | –                    |
| 2013–14 | 1                    | BSL                  | 7                    | Kwartfinalist            | Groepsfase        | –                    | –                    | –                    |
| 2014–15 | 1                    | BSL                  | 13                   | –                        | Groepsfase        | 3                    | EuroChallenge        | Top 16               |
| 2015–16 | 1                    | BSL                  | 7                    | Kwartfinalist            | -                 | –                    | –                    | –                    |

Anadolu Efes · Banvitspor · BEST Balıkesir · Beşiktaş Sompo Japan · Büyükçekmece BK · 
Darüşşafaka Doğuş · 
Fenerbahçe · 
Galatasaray Odeabank · Gaziantep BK · 
İstanbul BB · Muratbey Uşak · 
Pınar Karşıyaka · TED Ankara Kolejliler · Tofaş BK · Trabzonspor BK · 
Yeşilgiresun Belediyespor